# Rayleighkriteriet

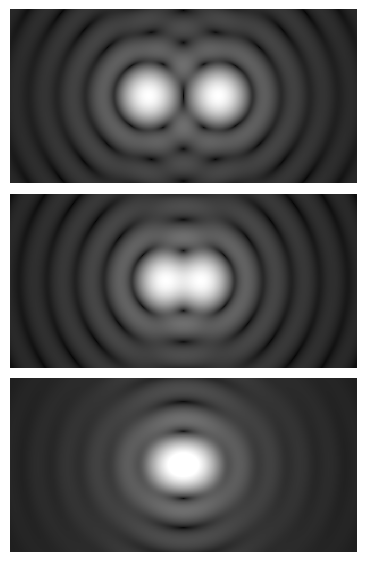
Två punktformiga ljuskällor på vinkelavståndet (överst), (i mitten) precis uppfyllande rayleighkriteriet och (underst) för instrumentet genom vilket de betraktas. Ljusförhållandena i bilderna är överdivna, men, om du kisar med ögoen...

Rayleighkriteriet är inom optiken det vanligaste villkoret som används för att beskriva ett optiskt instruments upplösningsförmåga. Det säger att: Två punktformiga ljuskällor är enligt rayleighkriteriet individuellt urskiljbara (genom en cirkulär apertur) om vinkelavståndet mellan dem överstiger {\displaystyle \theta } definierat genom:
{\displaystyle \sin \theta ={\frac {k\cdot \lambda }{D}},\qquad k\approx 1,2197}
där {\displaystyle \lambda } är ljusets våglängd och {\displaystyle D} är diametern för instrumentets apertur. Med approximationen {\displaystyle \sin x\approx x} (i radianer) för små vinklar får vi:
{\displaystyle \theta \approx {\frac {1,22\cdot \lambda }{D}}} radianer.
Denna definition används för instrument med objekt på långt avstånd, som teleskop, och för ett teleskop är upplösningen i bågsekunder för ljus av våglängden 550 nm ungefär lika med (objektivdiametern angiven i mm)
{\displaystyle \theta _{550nm}\approx {\frac {138}{D_{mm}}}} bågsekunder.
På motsvarande sätt är två punktformiga ljuskällor urskiljbara om det linjära avståndet mellan dem överstiger:
{\displaystyle d={\frac {1,22\cdot \lambda }{2\cdot n\cdot \sin \phi }}={\frac {0,61\cdot \lambda }{NA}}}
där {\displaystyle n} är brytningsindex för mediet mellan ljuskällorna och aperturen, medan {\displaystyle \phi ={\frac {\theta }{2}}} är halva aperturvinkeln och sålunda är {\displaystyle n\cdot \sin \phi =NA} instrumentets numeriska apertur. Denna senare variant av kriteriet används för mikroskop.

## Historisk bakgrund
Kriteriet uppställdes av Lord Rayleigh 1879 i Investigations in Optics, with special reference to the Spectroscope. Det bygger på undersökningar gjorda av George Biddell Airy som presenterades den 24 november 1834 och publicerades i On the Diffraction of an Object-glass with Circular Aperture 1835 och på studier av mikroskopets upplösning utförda av Ernst Abbe på 1870-talet.
Abbe utgick från ett diffraktionsgitter med parallella linjer och fick ur gitterformeln
{\displaystyle d\cdot n\cdot \sin \phi _{m}=m\cdot \lambda },
där {\displaystyle m} betecknar diffraktionslinjens ordning, att det första minimat låg vid {\displaystyle {\frac {\lambda }{2}}(\Rightarrow m={\frac {1}{2}})} vilket gav Abbes diffraktionsgräns:
{\displaystyle d={\frac {\lambda }{2}}\cdot {\frac {1}{n\cdot \sin \phi }}={\frac {\lambda }{2\cdot NA}}}.
Rayleigh utgick i stället från diffraktionsmönstret från en cirkulär apertur, vilket Airy hade behandlat matematiskt, och placerade det centrala maximat i det radiärsymmetriska diffraktionsmönstret för den ena ljuskällan i det första minimat för den andra ljuskällan, vilket ger rayleighkriteriet (vars upplösningsgräns alltså är 22 % större än Abbes).

## Andra upplösningskriterier
Utöver Rayleighs och Abbes definitioner, vilka behandlas ovan, har även andra kriterier definierats.
Utifrån observationer av dubbelstjärnor genom teleskop med olika apertur kom William Rutter Dawes empiriskt fram till att två stjärnor (av magnitud 6) var precis separerbara om deras vinkelavstånd var 4,56 bågsekunder och aperturdiametern var en tum: 
{\displaystyle \theta _{Dawes}={\frac {4,56}{D_{tum}}}\approx {\frac {116}{D_{mm}}}} bågsekunder.
Dawes upplösningsgräns angiven i bågsekunder används ofta för teleskop. Om vi antar en våglängd på 550 nm och räknar om till radianer och meter motsvarar Dawes upplösningsgräns således:
{\displaystyle \theta _{Dawes}\approx {\frac {1,02\cdot \lambda }{D}}} radianer
1916 publicerade Carroll Mason Sparrow ett kriterium som byggde på det avstånd där den sammanlagda intensitetskurvan (för de båda punkterna längs deras sammanbindningslinje) precis spricker upp i två toppar, och enligt Sparrow är ett instruments egentliga upplösningsförmåga därför högre än vad rayleighkriteriet anger. Sparrows kriterium anger den objektivt teoretiskt möjliga upplösningsgränsen (som inte är beroende av ögats upplösningsförmåga). Sparrowkriteriet lyder:
{\displaystyle \theta _{Sparrow}\approx {\frac {0,96\cdot \lambda }{D}}} radianer {\displaystyle \approx {\frac {107}{D_{mm}}}} bågsekunder
{\displaystyle d_{Sparrow}\approx {\frac {0,48\cdot \lambda }{NA}}}
Enligt  "Schusters kriterium", uppkallat efter Sir Arthur Schuster, är de båda ljuskällorna separerade först när deras respektive intensitetskurvors första minima sammanfaller, det vill säga på det dubbla avståndet gentemot rayleighkriteriet, sålunda:
{\displaystyle \theta _{Schuster}=2\cdot \theta \approx {\frac {2,44\cdot \lambda }{D}}} radianer
Vid gränsen för Houstonkriteriet (efter William Vermillion Houston) är avståndet mellan ljuskällorna lika med bredden på intensitetskurvan från en av ljuskällorna vid dess halva topphöjd och det kallas därför även "Full-Width-at-Half-Maximum" (FWHM):
{\displaystyle \theta _{Houston}\approx {\frac {1,03\cdot \lambda }{D}}} radianer